# 朱立光
朱立光 (1965年2月—)，河北丰南人，中共党员，原河北科技大学校长、教授，主要从事高品质钢、连铸及铸坯质量控制等方面的研究工作。担任《炼钢》、《中国冶金》杂志委员会委员，入选中国国家“百千万”人才工程国家级人选。著有《现代连铸工艺与实践》、《连铸保护渣理论与实践》等书。

## 生平
1982年9月至1989年7月，在唐山工程技术学院冶金系先后攻读学士、硕士学位；1993年9月至1997年4月，获得北京科技大学冶金与生态学院博士学位。后曾在剑桥大学做访问学者。
1989年7月至1991年5月，在唐山钢铁公司第二炼钢厂工作；1991年5月至2019年4月，在华北理工大学工作，期间曾任该校校长；2019年4月至2022年，在河北科技大学担任校长。